# Polen ved sommer-OL 2024
Polen deltog i sommer-OL 2024 i Paris, Frankrig i perioden 26. juli til 11. august 2024.
Atleter for Polen vandt i alt 10 medaljer.

## Medaljer
| 2024 Paris | Guld | Sølv | Bronze | Total |
| Polen      | 1    | 4    | 5      | 10    |

### Medaljevinderne
| Polen ved sommer-OL 2024 i Paris | Polen ved sommer-OL 2024 i Paris | Polen ved sommer-OL 2024 i Paris | Polen ved sommer-OL 2024 i Paris | Polen ved sommer-OL 2024 i Paris |
| Medalje                          | Navn | Sport                            | Event                            | Dato                             |
| -------------------------------- | --- | -------------------------------- | -------------------------------- | -------------------------------- |
| Guld                             | Aleksandra Mirosław | Sportsklatring                   | Damernes hurtighed               | 7. august                        |
| Sølv                             | Klaudia Zwolińska | Kano og kajak                    | Women's slalom K-1               | 28. juli                         |
| Sølv                             | Poland men's national volleyball team- Mateusz Bieniek - Bartłomiej Bołądź - Tomasz Fornal - Norbert Huber - Marcin Janusz - Łukasz Kaczmarek - Bartosz Kurek - Jakub Kochanowski - Wilfredo León - Grzegorz Łomacz - Kamil Semeniuk - Aleksander Śliwka - Paweł Zatorski | Volleyball                       | Men's tournament                 | 10. august                       |
| Sølv                             | Julia Szeremeta | Boksning                         | Damernes 57 kg                   | 10. august                       |
| Sølv                             | Daria Pikulik | Cykling                          | Women's omnium                   | 11. august                       |
| Bronze                           | Aleksandra Jarecka Alicja Klasik Renata Knapik-Miazga Martyna Swatowska-Wenglarczyk | Fægtning                         | Damernes holdkonkurrence i kårde | 30. juli                         |
| Bronze                           | Fabian Barański Mateusz Biskup Dominik Czaja Mirosław Ziętarski | Roning                           | Men's quadruple sculls           | 31. juli                         |
| Bronze                           | Iga Świątek | Tennis                           | Damernes single                  | 2. august                        |
| Bronze                           | Aleksandra Kałucka | Sportsklatring                   | Damernes hurtighed               | 7. august                        |
| Bronze                           | Natalia Kaczmarek | Atletik                          | Damernes 400 m                   | 9. august                        |